# Yandex Labs

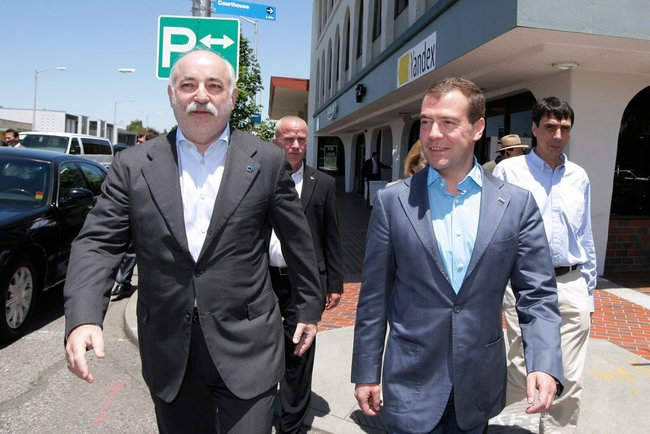
Президент Росії Дмитро Медведєв відвідує офіс «Яндекса» в Каліфорнії, 24 червня 2010 року.

Yandex Labs (Yandex Laboratories) — дочірня компанія забороненої в Україні «Яндекс» яка працювала у Кремнієвій долині у 2008—2015 роках. Знаходилась за адресою: 299 S.California Ave, Suite 200, Palo Alto, CA 94306, USA, єдиний офіс Яндекса в США.
Про відкриття нового офісу було оголошено 20 червня 2008 року з метою розвитку пошукових технологій. Червона стрічка нового офісу була перерізана в жовтні того ж року. На чолі підрозділу компанії став Виш Махиджані, колишній глава пошукового підрозділу компанії Yahoo!. Число співробітників спочатку склало приблизно 20 осіб.
Наприкінці травня 2009 року Виш перейшов в ігровій стартап «Зінга».
2010 року виконавчим директором призначена Аня Барські.
У червні 2010 року офіс відвідав Дмитро Медведєв в рамках своєї поїздки в США.
2011 року підрозділ було реструктуризовано: тепер воно стало займатися виключно індексацією англомовних текстів (до цього «Яндекс Лабс» займався також вдосконаленням пошукових технологій). Були проведені кадрові перестановки.

## Розробки
Основним завданням каліфорнійського офісу «Яндекса» є підтримка сервісу Yandex.com [Архівовано 30 квітня 2013 у Wayback Machine.]. Однак, крім цього «Яндекс Лабс» відомий розробкою наступних продуктів компанії:
- «швидкий» пошуковий робот Orange — призначений для індексації сторінок часто оновлюваних сайтів (сайти новинних агентств, тощо.). Спільна розробка каліфорнійського та московського офісів компанії[10].
- технологія пошуку в реальному часі (також спільно c офісом в Москві)[10].
- додаток Wonder («Чудо»), орієнтоване виключно на англомовних користувачів, здатне видавати рекомендації на основі переваг друзів користувача в соціальних мережах. Зі скандалом було заблоковано соціальною мережею Facebook[11].
- інтерфейс керування контентом на екрані телевізора[12].